# 赤峰站
赤峰站，是一个京通线上的铁路车站，位于内蒙古自治区赤峰市松山区穆家营子镇站前大街。
原赤峰西站建于1980年。目前为四等站，邮政编码为024046。目前客运：办理旅客乘降；行李、包裹托运；货运：办理整车货物发到。2019年12月1日，中国国家铁路集团印发《国铁集团关于宁城等站命名和南平南等站更名的通知》，赤喀高速铁路的赤峰西站改名为赤峰站，京通铁路赤峰站改名为赤峰南站。2020年6月30日，本站开始办理高速铁路客运业务，2021年1月22日开通始发进京列车。